# Ron Keel
Ron Keel (25 de marzo de 1961) es un vocalista y guitarrista estadounidense, popular por liderar la agrupación de hard rock Keel.

## Carrera
Ron Keel inició su carrera musical en una banda de Tennessee llamada Lust. Se mudó a Los Ángeles con su banda Steeler, la que más adelante contaría entre sus filas al virtuoso guitarrista sueco Yngwie Malmsteen. Steeler lanzó su primer disco en 1983, pero se desintegró rápidamente, con la partida de Malmsteen para formar la agrupación Alcatrazz junto a Graham Bonnett.
Luego de la ruptura de Steeler, Ron formó la agrupación Keel, con la que logró cierto éxito de 1984 a 1989. Gene Simmons, bajista de Kiss, produjo los álbumes The Right to Rock y The Final Frontier. La banda se reunió en el 2008 para celebrar los 25 años del lanzamiento de su primer disco.
Ron reside actualmente en Dakota del Sur.

## Discografía

### Steeler
- Steeler (1983)
- Metal Generation: The Steeler Anthology (2005)

### Keel
- Lay Down the Law (1984)
- The Right to Rock (1985)
- The Final Frontier (1986)
- Keel (1987)
- Larger Than Live (1989)
- Keel VI: Back in Action (1998)
- Streets of Rock & Roll (2010)